# Ткачик Ганна Андріївна
Ганна Андріївна Ткачик (до шлюбу Гураль; нар. 25 жовтня 1949, с. Покропивна, Тернопільська область, нині Україна) — українська художниця-графік, живописець, педагог. Дружина Богдана, мати Соломії Ткачиків.
Член Національної спілки художників України (1995).

## Життєпис
Ганна Ткачик народилася 25 жовтня 1949 року в селі Покропивній, нині Козлівської громади Тернопільського району Тернопільської области України.
У Тернополі навчалася в художній студії і майстерні Володимира Голофаєва. Закінчила Львівське училище прикладного мистецтва (1971), Львівський інститут прикладного та декоративного мистецтва (1977).
Від 1977 — у м. Тернопіль, де працювала в обласному виробничому художньо-оформлювальному комбінаті. Від 1982 — у Тернопільському кооперативному технікумі (нині кооперативний торгівельно-економічний коледж): викладач рисунка, живопису і композиції та завідувач (1996—2006) відділення художнього оформлення; водночас — виконувач обов'язків
професора відділення прикладного мистецтва, дизайну і реклами
Київського інституту реклами.

## Доробок
Учасниця колективних виставок у містах Києві (1981, 1982), Львові (1981), Тернополі (від 1980), Братиславі (Словаччина,
1995). Персональні виставки в містах Тернополі (1989, 1995, 1999, 2009, 2010, 2019, 2024), Бережанах (2007), Львові (2009).
Серед робіт (понад 200):
- серії рисунків «Родина» (1983—1984), «Світ вічний», «Байдужість» (обидві — 1989), «Аріяда» (2000), «Створення світу» (2002), «Великодні свята», «Березневе пробудження» (обидві — 2003);
- диптих «Трагедія Вірменії» (1990);
- триптихи «Чорнобиль», «Туга» (обидва — 1986), «Чернівці», «Духовна убогість» (обидва — 1988), «Круговерть життя» (1989), «Зневажена святиня» (1994), «Розсипана доля», «Голодомор» (обидва — 1997), «Нашого цвіту по всьому світу» (2001) та інші.

Проілюструвала книги «Березневі послання» (1995) та «Нурт Ніагари» (2003) Георгія Петрука-Попика, «Міра болю» (1998) Лева Крупи, «Пам'яті навперейми: Денники 2000 року» (2001) і «Душа при свічці: Діяріюш Федора Жученка» (2002) Петра Сороки, «Нецензурний Стус» (2002) Богдана Підгірного та Станіслава Чернілєвського, «Крапелин плин» (2003), «Таїна кохання» (2007) Богдана Мельничука та інші.
Роботи зберігаються в музеях і приватних колекціях в Україні
та за кордоном.